# ۱۹۰۵ (فیلم)
«۱۹۰۵» (انگلیسی: 1905 (film)) یک فیلم به کارگردانی کیوشی کوروساوا است. از بازیگران آن می‌توان به تونی لیانگ، شوتا ماتسودا، و آتسوکو مائدا اشاره کرد.